# Gentiana acaulis
Gentiana acaulis es una especie de planta fanerógama, perteneciente a la familia de las gencianáceas.

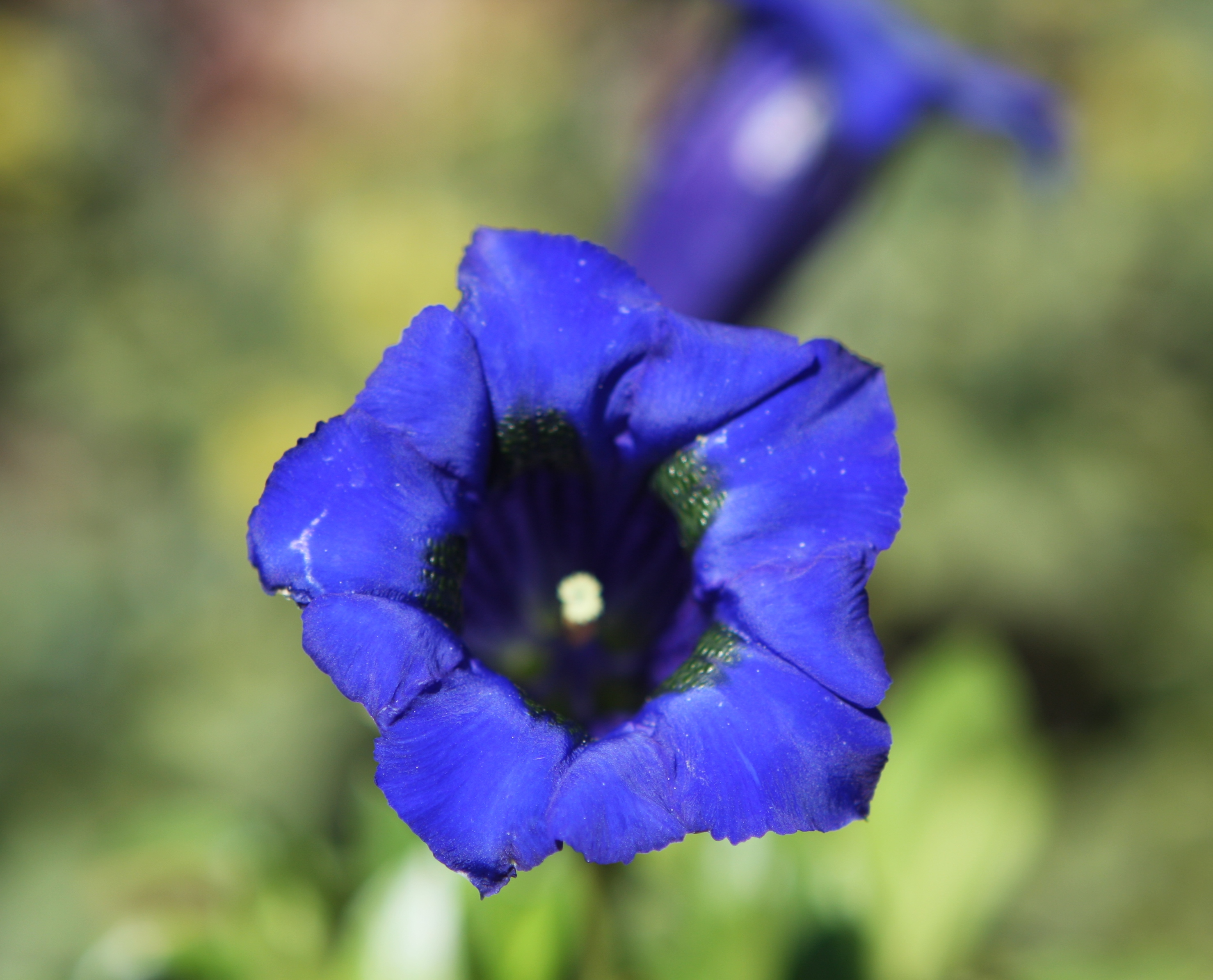
Detalle de la flor

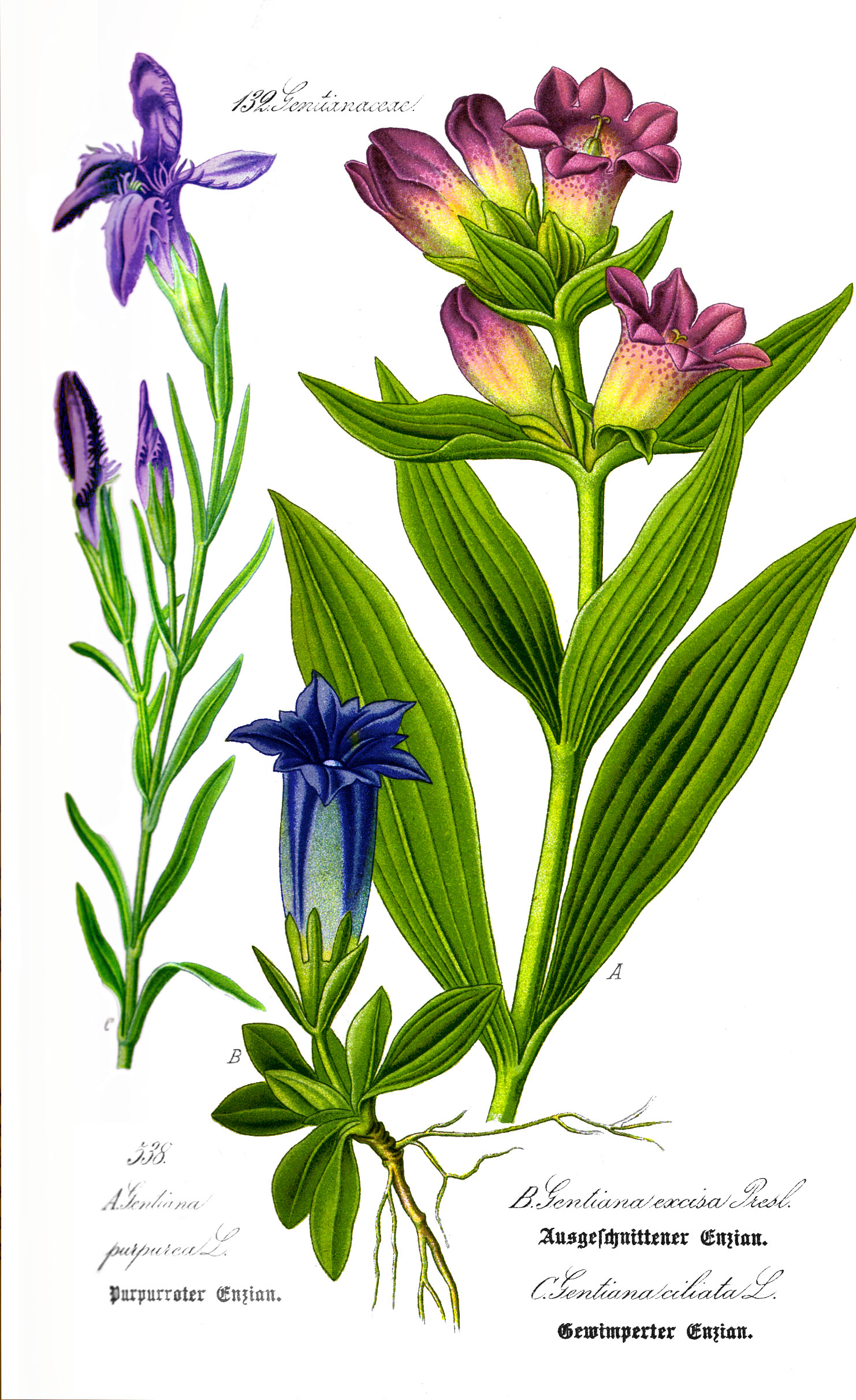
Ilustración

## Distribución  y hábitat
Es una pequeña genciana nativa del centro y sur de Europa desde el centro de la península ibérica a los Balcanes, aumentando sobre todo en zonas montañosas, como los Alpes, Cevenas y el Pirineo, en alturas de 800 a 3.000 m s. n. m.

## Descripción
Es una planta perenne, que crece en suelos ácidos. Su altura es de 2 cm y su extensión es de 10 cm o más. Las hojas son perennes de 2-3,5 cm de largo, en una roseta basal, formando grupos.  Las flores en forma de trompeta terminal tienen un color azul-verde oliva con manchas longitudinales. Crecen sobre un pedúnculo muy corto, de 3-6 cm de largo. El tallo de la flor se encuentra a menudo sin hojas, o 1 o 2 pares de hojas.
Le gusta el pleno sol, es totalmente resistente y florece a finales de primavera y de verano.
Estrechamente relacionadas con  Gentiana clusii, a menudo es llamada con el mismo nombre común, se diferencia porque crece mejor en suelos limosos.  También tiene las hojas más cortas y las flores no tienen rayas verdes.
Hay una genciana en el anverso de la moneda de Austria de € 0,01 euros. 

## Propiedades
En la medicina tradicional se utiliza como antipirético, digestivo, tónico amargo, colerético. Tópicamente, la infusión aclara las pecas. 
Principios activos
Contiene: genciocaulina, ácido tánico y ácido gálico, azúcares.

## Taxonomía
Gentiana acaulis fue descrita por  Carlos Linneo y publicado en Species Plantarum 1: 329. 1753.
Etimología
Gentiana: Según Plinio el Viejo y Dioscórides, su nombre deriva del de Gentio, rey de Iliria en el siglo II a. C., a quien se atribuía el descubrimiento del valor curativo de la Gentiana lutea.
acaulis: epíteto latíno que significa "sin tallo".
Sinonimia
- Ciminalis acaulis (L.) Borkh.
- Gentiana kochiana Perr. & Songeon
- Gentiana latifolia (Gren. & Godr.) Jakow.[7]
- Gentiana excisa C.Presl[3]
- Ciminalis longiflora Moench
- Ericala alpina G.Don
- Gentiana grandiflora Lam.
- Gentiana vulgaris (Neilr.) Beck
- Gentianusa acaulis (L.) Pohl
- Hippion alpinum F.W.Schmidt
- Lexipyretum acaule Dulac
- Pneumonanthe angustifolia F.W.Schmidt
- Pneumonanthe grandiflora Gray
- Thylacitis angustifolia Fourr.
- Thylacitis clusii Fourr.
- Thylacitis grandiflora Delarbre[8]

## Nombres comunes
- Castellano: genciana, genciana azul, genciana de verano.[7]